# Dependencia sexual
Dependencia sexual es una película dramática boliviana dirigida por Rodrigo Bellot. Es definida por su director como «la primera película digital boliviana».
La película fue estrenada en 2003 y fue la representante de Bolivia en las nominaciones a los premios Óscar de 2004. Este se enfoca en cinco jóvenes contando historias independientes una de otra. Cada historia gira en torno a un tema distinto, tratando temas desde feminidad y machismo hasta homosexualidad y violación. 

## Premios y nominaciones
- Premio FIPRESCI, Festival de Cine Internacional de Locarno (Ganador)
- Leopardo Dorado, Festival de Cine Internacional de Locarno (Nominada)
- Mejor película, Festival de Cine Bogotá (Nominada)